# ParisTech
パリテック（ParisTech：Institut des sciences et technologies de Paris）とは、フランスの技術系公立高等教育機関グループである。
1991年、フランスにおいて複数の一流の技師学校（écoles d'ingénieurs）が共通の分野において互いに緊密な連携を促進するため、共同体を設立する必要性が高まってきた。また、それによって十分な規模と重要性を持つ組織として、国際的な評価を獲得することが必要だと考えられた。ParisTechはこれらの要件を満たすための組織として設立された。すべての科学的、または技術的な分野を網羅するため、ParisTechは世界の最も有名な工学大学と同等の地位を備えた科学・工学大学の形を取っている。
公的には、ParisTechは専門局と省庁長官によって支えられるフランス大統領を総裁とする公的学術機関であり、理事による委員会によって運営されており、戦略的指導の顧問と科学顧問の助言が与えられる。理事による委員会は各大学や組織から研究者、教授、学生責任者と同様に、一名の責任者を集める。

## 構成校
- 国立土木学校（École nationale des ponts et chaussées） - 1747年設立
- アグロ・パリ・テック（AgroParisTech） - 2007年設立、傘下にENEFなどの農業学校を持つ
- 国立統計経済行政学院（École nationale de la statistique et de l'administration économique、ENSAE） - 1942年設立
- 国立高等工芸学校（École nationale supérieure d'arts et métiers） - 1780年設立
- パリ国立高等化学学校（École nationale supérieure de chimie de Paris、ENSCP） - 1896年設立
- パリ国立高等鉱業学校（École nationale supérieure des mines de Paris、ENSMP） - 1783年設立
- 国立高等電気通信学校（École nationale supérieure des télécommunications） - 1878年設立
- 国立高等先端技術学校（École nationale supérieure de techniques avancées, ENSTA） - 1970年設立
- エコール・ポリテクニーク（École polytechnique） - 1794年設立
- パリ市立高等工業物理化学学校（École supérieure de physique et de chimie industrielles de la ville de Paris） - 1882年設立
- 高等光学学校（École Supérieure d'Optique） - 1917年設立
- HEC経営大学院（パリ高等商業研究学校、École des hautes études commerciales de Paris）1881年設立

## 規模
- 学生: 約12,000名(13%が留学生)
- 博士課程: 2,000名
- 教授・研究員: 3,000名
- 卒業生: 75,000名 (職場において大学や組織と多くのつながりを持つ)

研究:
- 130の研究室
- 毎年450の卒業論文
- 15,000の出版物（過去5年間）
- 2,870の企業との共同研究提携

学問 :
- 2,500の工学修士を輩出
- DEAにおいて132の専攻過程
- 57の専攻修士
- 15のParisTech工学修士課程